# Camastianavaig
Camastianavaig of Camustinivaig (Schots-Gaelisch: Camas Dìonabhaig) is een kustdorp in de Schotse lieutenancy Ross and Cromarty in het raadsgebied Highland ongeveer 5 kilometer ten zuidoosten van Portree op het eiland Skye.